# Settsu (Osaka)
Settsu (摂津市, -shi) ist eine Stadt in der Präfektur Osaka in Japan.

## Geschichte
Settsu wurde am 1. November 1966 gegründet.

## Weblinks

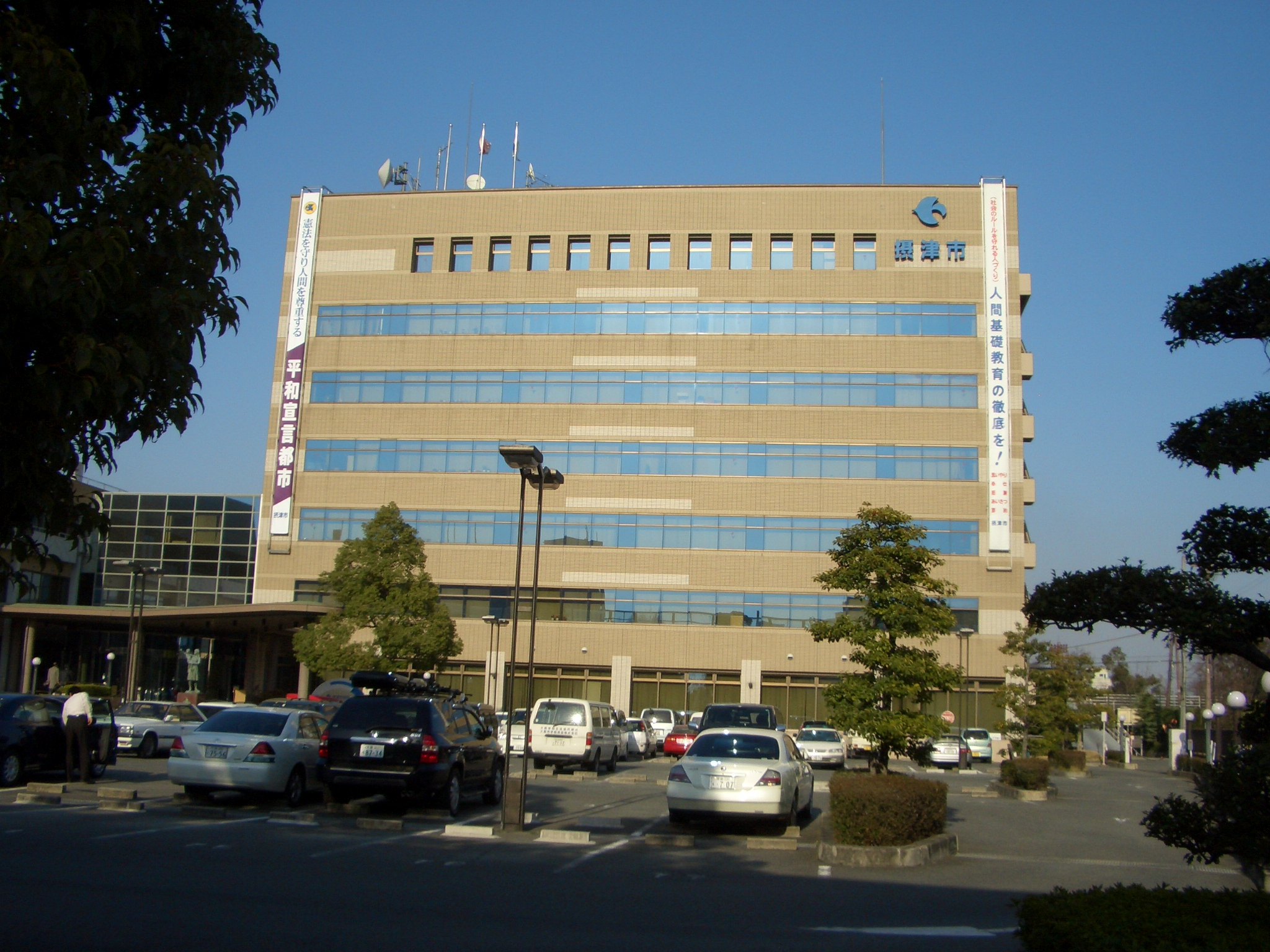
Rathaus von Settsu

## Verkehr
- Zug
  - JR Tōkaidō-Hauptlinie
- Straße:
  - Kinki-Autobahn

## Söhne und Töchter der Stadt
- Takuma Hamasaki (* 1993), Fußballspieler
- Keisuke Honda (* 1986), Fußballspieler
- Taiga Maekawa (* 1996), Fußballspieler

## Angrenzende Städte und Gemeinden
- Osaka
- Suita
- Takatsuki
- Ibaraki
- Neyagawa
- Moriguchi